# Закон открытого слога
Зако́н откры́того сло́га — закон в праславянском и ранних славянских языках (в частности в древнерусском), действовавший до XII века. Согласно этому закону, все закрытые слоги так или иначе должны были быть преобразованы в открытые. Этот закон действовал как для исконных слов, так и для заимствований. Является частным проявлением общей тенденции к возрастающей звучности.
В праславянском в рамках этого закона известны следующие фонетические изменения:
- утрата согласных в конце слова (*slovo ‛слово’ < *slovos);
- устранение геминат и других сочетаний согласных (*me-sti ‛мести’ < *met-ti, *sъnъ ‛сон’ < *sŭp-n-);
- монофтонгизация дифтонгов:
  - *ou̯ > *ū, *eu̯ > *jū (*tuď /ťuď ‛чужой’ < *tou̯dj-/teu̯dj-),
  - *ei̯ > *ī (*(j)iti ‛идти’ < *ei̯tei̯),
  - *oi̯ > *ě₂ («второй ять»: *pěti ‛петь’ < *poi̯ti) или, в определённых морфологических позициях в конце словоформы, *ī (им. п. мн. ч. *stoli ‛столы’ < *stoloi̯, 2 л. ед. ч. повел. накл. *beri ‛бери!’ < *beroi̯(s));
  - монофтонгизация *ou̯, *eu̯ обусловила восстановление в системе вокализма признака лабиальности, в связи с чем, возможно, произошла лабиализация *ă > *ŏ; фонологические последствия других изменений были различны в праславянских диалектах;
- монофтонгизация дифтонгических сочетаний с носовым: *om/on, *ъm/ъn, *em/en, *ьm/ьn > *ǭ, *ę̄ (*zǫbъ ‛зуб’, *językъ ‛язык’);
- изменения сочетаний «гласный + плавный» (типа *orT, *olT и *TorT, *TolT, *TerT, *TelT). Дальнейшая их судьба была неодинакова по диалектам и завершались уже после распада праславянской общности.

После всех этих изменений слоги стали кончаться на гласные или слоговые согласные.
Действие закона открытого слога в славянских языках завершилось с падением редуцированных.
Явление, аналогичное закону открытого слога, в настоящее время можно наблюдать, например, в японском языке.